# Задорски, Шелина
Шелина Лаура Задорски (англ. Shelina Laura Zadorsky; род. 24 октября 1992, Лондон, Онтарио) — канадская футболистка, защитник национальной сборной Канады. Олимпийская чемпионка (2020).

## Карьера

### Клубная
На студенческом уровне в течение трёх лет играла за команду «Мичиган Вулверинз», команду представляющую Мичиганский университет. По окончании студенческой карьеры она присоединилась к клубу «Оттава Фьюри», в составе которой в мае 2014 года выиграла W-League.
В августе 2014 года перешла в австралийский «Перт Глори», в составе которого сыграла 14 игр; по итогам сезона «Глори» выиграли регулярный чемпионат, но в Суперфинале проиграли команде «Канберра Юнайтед» со счётом 3:1.
В марте 2015 года перешла в шведский «Виттшё», в составе которого отыграла целый сезон. В феврале 2016 года подписала контракт с клубом «Вашингтон Спирит»», в составе которого отыграла два сезона, при этом в сезоне 2017 года она была капитаном команды.
23 января 2018 года была обменяна в «Орландо Прайд», в составе которого отыграла два сезона.
В августе 2020 года на правах аренды перешла в английский «Тоттенхэм Хотспур», но в январе 2021 года её контракт был выкуплен и она стала полноценным игроком «Хотспур».
3 января 2024 года до конца сезона была отдана в аренду в клуб «Вест Хэм Юнайтед».

### Международная
Играла за юниорскую сборную Канады на ЮЧМ-2008, с которой дошла до 1/4 финала, а также за молодёжную на МЧМ-2012, на котором канадки не вышли в плей-офф, заняв третье место в группе.
В составе сборной Канады по футболу играла на чемпионате мира 2019 года, а также завоевала бронзу на Олимпийских играх 2016 года и стала олимпийской чемпионкой на Олимпиаде 2020 года, которая была перенесена на лето 2021 года из-за пандемии COVID-19.
Была включена в состав сборной Канады на ЧМ-2023 года, но на турнире сыграла только 1 минуту, а сборная Канады покинула турнир на групповом этапе, заняв третье место в группе.

## Достижения

### В сборной
- Победительница летних Олимпийских игр: 2020